# Trogoderma versicolor
Trogoderma versicolor é uma espécie de insetos coleópteros polífagos pertencente à família Dermestidae.
A autoridade científica da espécie é Creutzer, tendo sido descrita no ano de 1799.
Trata-se de uma espécie presente no território português.